# Bohušov (nádraží)
Bohušov je dopravna D3, která se nachází v jižní části obce Bohušov v okrese Bruntál. Leží v km 16,771 úzkorozchodné (rozchod 760 mm) železniční trati Třemešná ve Slezsku – Osoblaha mezi dopravnami Slezské Rudoltice a Osoblaha.

## Historie
Nádraží v Bohušově – tehdy nazvaném německy Füllstein – bylo zprovozněno 14. prosince 1898 současně s otevřením trati z Třemešné ve Slezsku do Osoblahy. Od roku 1945 neslo nádraží počeštěný název Fulštejn, od roku 1951 pak Bohušov. Až do roku 1926 se v nádraží prodávaly jízdenky, poté byla pokladna z ekonomických důvodů uzavřena. Prodej jídenek byl obnoven v 50. letech 20. století a znovu ukončen k 12. prosinci 2004.
V roce 2018 Správa železniční dopravní cesty převedla stavby v dopravně a přilehlé pozemky do majetku obecně prospěšné společnosti Osoblažská úzkorozchodná dráha. Ta plánuje rekonstrukci budovy, skladiště a záchodů. Před plánovanou opravou se z nádražní budovy v roce 2019 vystěhovali nájemci.

## Popis dopravny
V dopravně jsou celkem dvě průběžné koleje. Přímo u budovy je manipulační kolej č. 2, která je protažena na rudoltické straně do kusé koleje 2a. Dále následuje dopravní kolej č. 1 o užitečné délce 92 m. Celkem jsou v dopravně tři ručně přestavované výhybky. U dopravní koleje je jednostranné úrovňové panelové nástupiště o délce 60 metrů s hranou ve výšce 250 mm nad temenem kolejnice. Přístup na nástupiště je úrovňový s přechodem přes kolej č. 2.

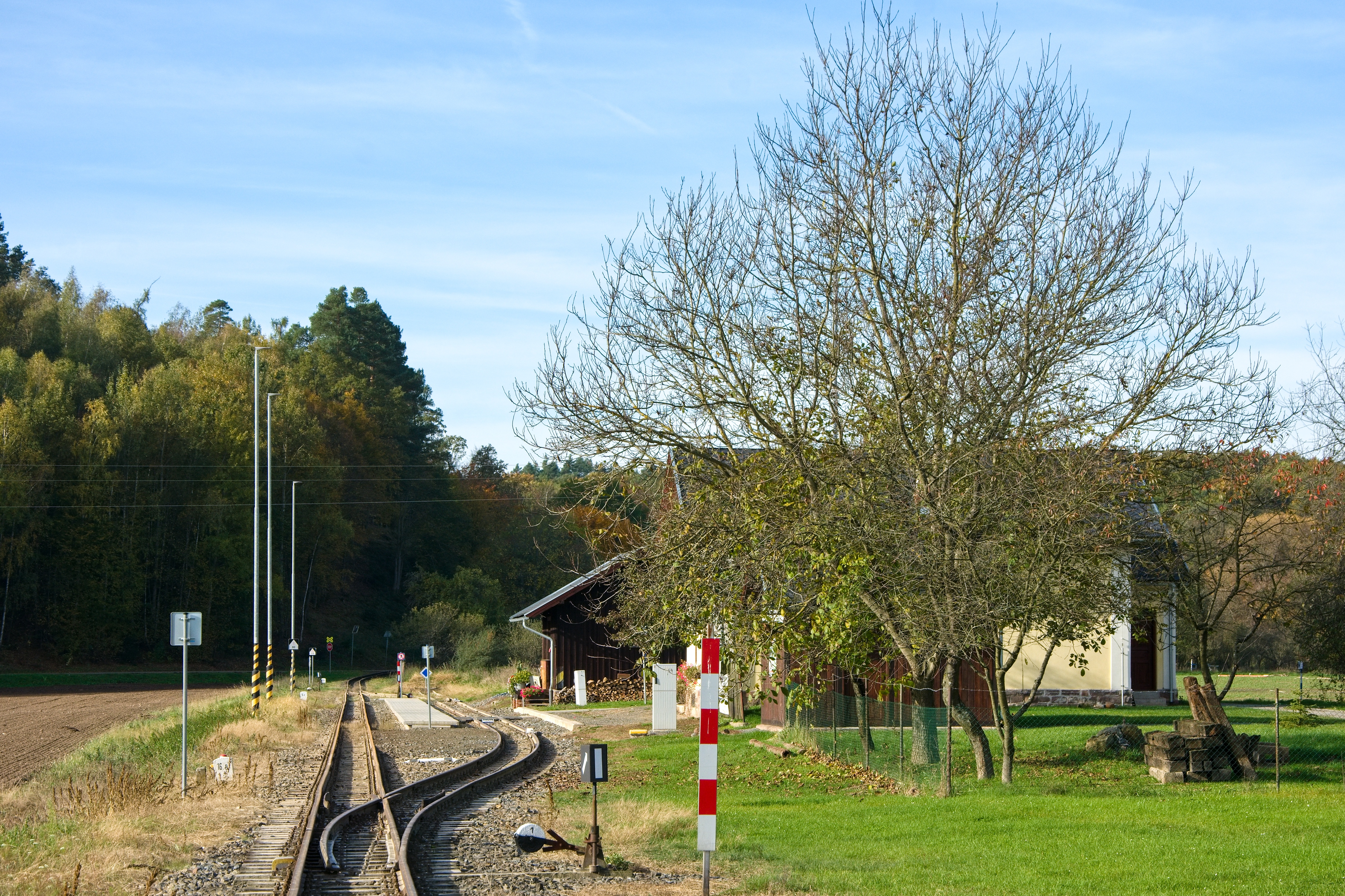
Pohled na kolejiště ve směru od Osoblahy

V Bohušově je možné křižování, předjíždění nebo dostižení vlaků s tím, že je mimořádně povolen vjezd vlaku na manipulační kolej.
V dopravně se nacházejí dva přejezdy zabezpečené výstražnými kříži: na rudoltickém záhlaví je v km 16,571 přejezd P4428 (účelová komunikace), na osoblažském záhlaví je v km 16,877 přejezd P4429 (silnice III/45814). Dopravna je kryta lichoběžníkovými tabulkami, od Slezských Rudoltic v km 16,563, od Osoblahy v km 16,922. Provoz v dopravně a na trati je řízen dirigujícím dispečerem z Krnova.

## Provoz osobní dopravy

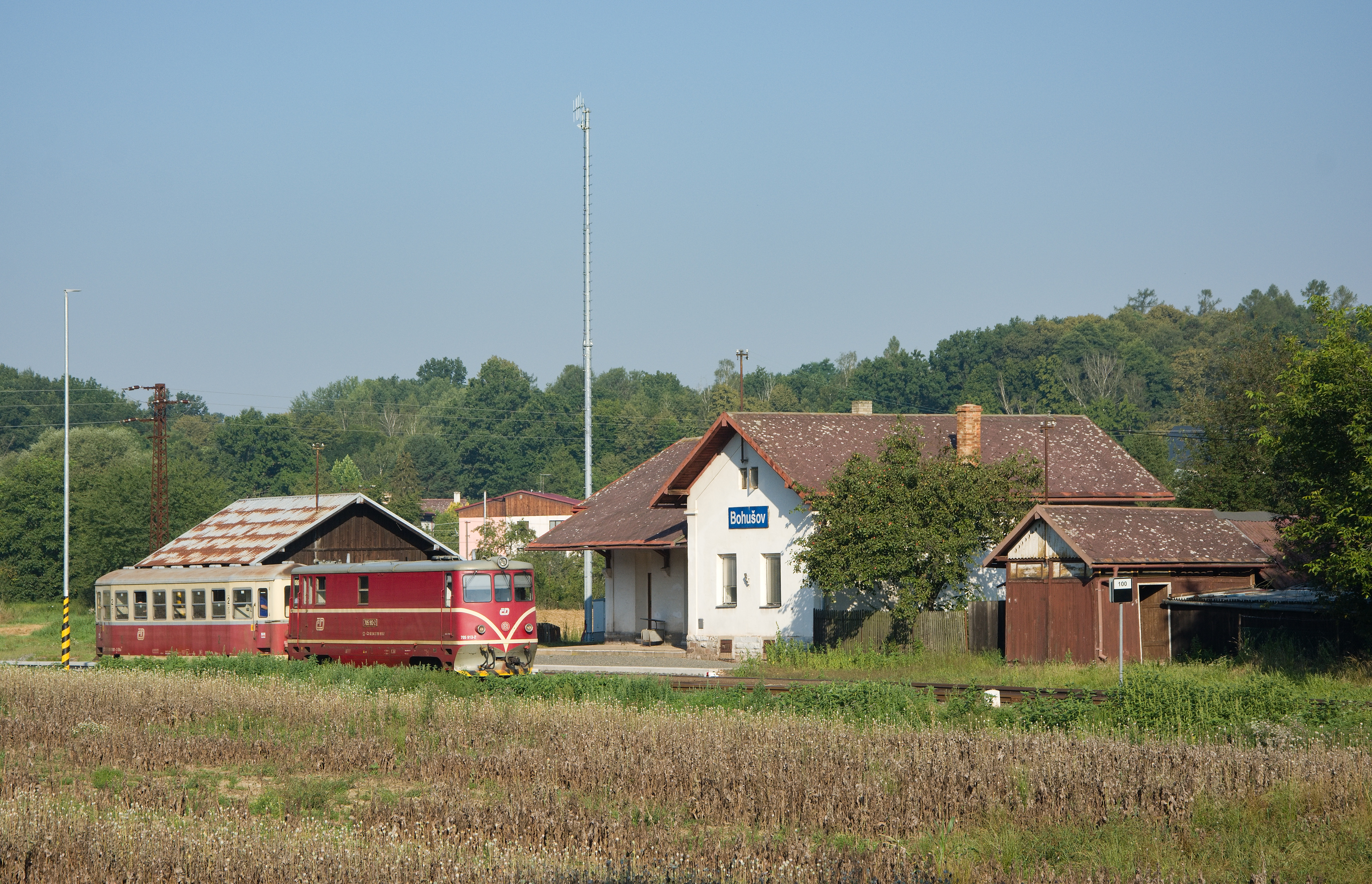
Vlak do Osoblahy v dopravně Bohušov

Stanice je zařazena do integrovaného dopravního systému ODIS a to jako linka S16. Všechny osobní vlaky jsou vedeny lokomotivou ČD řady 705.9 a jedním nebo dvěma vozy řady Btu. V letní sezóně a ve vybraných dnech je na úzkorozchodce veden jeden pár historických vlaků.